# 苗北藝文中心
苗栗縣苗北藝文中心（英語：Miaobei Art Center，MbAC），簡稱苗北藝文中心、苗北。位於苗栗縣竹南鎮，為一座地上5層，地下2層的展演中心。整個建築包含1076席的演藝廳、230席的實驗劇場、視聽中心、戶外展演區、藝文展覽區及藝術創作家駐站工作室。
苗北藝文中心為苗栗縣最大、設備最齊全的展演場館，每年度公開演出數百場，每月舉辦數場次的各類藝文推廣活動，為苗栗縣內重要的藝文推廣單位。2019年9月2日，苗栗縣苗北藝文中心設置自治條例公告，組織將轉型為地方行政法人，並於2020年1月1日揭牌運作，為國內非六都首例文化藝術類型行政法人單位。

## 空間與設備

### 演藝廳
多功能演藝廳位於中心一樓，主體空間分為上、下二層式，觀眾座位計有1,076席(一樓710席、二樓356席)。另規劃身障專用電梯及身心障礙專用席10席，在各種演出型態下，觀眾席各位區均有良好視覺效果，除視覺外演藝廳空間更擁有良好的音質效果。以多功能演藝廳為例，室內背景噪音值可達到NC-20，不僅建立了優質的音場，同時也達到高規格的噪音控制標準。
演藝廳表演場地為鏡框式劇場(1700寬x 930高) 舞台懸吊系統分電動及手動操作總計有34道吊桿，外加樂池區上方電動吊桿1桿，另有昇降式音效反射板及側背板等，舞台正後方配備有17500流明度背投影機之相關設施，另舞台正面兩側更規劃可上升收藏，具有8000流明度之字幕投影機，演藝廳除具有現代化之各項舞台設施外，可配合各種表演做場域模式變化。
演藝廳主舞台中前方設備有昇降平台設計(約18㎡)，及樂池升降平台約(48㎡)，舞台用燈光、音響均以數位式控制設備，分別設置於主控室、副控室及燈控室獨立空間，另全區配置有HD攝影迴路搭配數位導播機，數位藍光播放器、配合5.1聲道環繞音響，可轉播現場精彩實況，提供觀眾最佳視聽饗宴。
因應各種表演節目需求，中心配置有兩部 Steinway D-274鋼琴及三部 KAWAI-RX5 鋼琴，後台設置有可同時容納120位演員用梳化室，另配置表演團隊行政及技術人員工作室。後舞台左、右側、後方空間之寬廣，道具運送升降通道等，是國內少數可以演出歌(樂)舞劇之場館。

### 實驗劇場
本劇場之設計理念以標準「黑盒子」概念模式設計，非鏡框式劇場，整個空間四面牆壁均著黑色，可供小型劇場或示範演出用，觀眾席座位120席採用電動伸縮設計，另110席座位可依演出型態做不同面向調整，讓表演團體有自由發揮的空間。舞台使用之燈光、音響、投影相關設備，均設置於劇場空間上方，因舞台及觀眾席之大小不受舞台框的限制，所以民眾可近距離觀賞演出者表演。

### 視聽中心
主要功能為提供民眾辦理演講、會議與教學課程使用，座位有120席，提供設施包括講台、投影機設備、多功能音響等完善影音器材。

### 藝文展覽室
展覽室/展覽藝廊：設置於本中心B1空間，兩區佔地各為200坪、45坪之展區，展覽空除一般標準展覽用投射燈光及掛圖設備外，另配有移動式櫥櫃，可提供多元的創作品展覽。

### 戶外展演舞台
開放式的戶外演出場地，提供戶外表演者揮灑的表演空間，觀眾席使用固定式黑色大理石建材，長條型設計，融合現代感，平時除當視覺公共藝術外，演出時對表演藝術者以互動方式與民眾接觸，增加觀眾與表演者之互動，更拉近民眾與表演藝術的距離。

## 行政組織
- 董(監)事會

- 藝術總監

- 活動企劃部
- 演出服務部
- 展覽育成部
- 行銷推廣部
- 行政管理部
  - 舞台技術
  - 機電人員

- 人事專員
- 會計專員

## 歷任負責人
董事長
| 任次                     | 姓名                     | 就職時間                 | 卸任時間                 | 備註                     |
| 苗栗縣苗北藝文中心董事長 | 苗栗縣苗北藝文中心董事長 | 苗栗縣苗北藝文中心董事長 | 苗栗縣苗北藝文中心董事長 | 苗栗縣苗北藝文中心董事長 |
| ------------------------ | ------------------------ | ------------------------ | ------------------------ | ------------------------ |
| 1                        | 徐千剛                   |                          | 現任                     | 苗栗大千綜合醫院總裁     |

藝術總監
| 任次                       | 姓名                 | 就職時間             | 卸任時間             | 備註                 |
| 苗北藝文中心藝術總監       | 苗北藝文中心藝術總監 | 苗北藝文中心藝術總監 | 苗北藝文中心藝術總監 | 苗北藝文中心藝術總監 |
| -------------------------- | -------------------- | -------------------- | -------------------- | -------------------- |
| 1                          | 吳博滿               | 2011年6月1日         | 2015年5月31日        |                      |
| 2                          | 吳博滿               | 2015年6月1日         | 2019年12月31日       |                      |
| 苗栗縣苗北藝文中心藝術總監 |                      |                      |                      |                      |
| 1                          | 林佳瑩               | 2020年2月24日        | 現任                 |                      |

## 開放時間
週一休館，週二至週日09:00-17:00

## 交通方式
苗栗縣竹南鎮公園路206號(公園路及永貞路口處)

### 大眾交通運輸
- 台鐵:
  - 搭乘至台鐵竹南站，自後站(東向出口)沿天文路直走，左轉永貞路，右轉公園路
- 公車
  - 台灣好行5805A路線台鐵竹南站-南庄遊客中心，中心正門前方設有站牌
- 高鐵
  - 高鐵快捷公車直達苗北藝文中心站
  - 高鐵苗栗站站外轉乘台鐵豐富站，搭乘區間車至台鐵竹南站，請參考【台鐵】至本中心方式
- 客運
  - 國光客運1823路線臺北─竹南、1823A路線臺北─竹南，可以搭乘至竹南站，然後可以搭乘苗栗客運5803路線新竹─苗栗、5805路線竹南─南庄、5806路線竹南─南庄到竹南東站，再搭金牌客運101路線雪霸管理處—高鐵苗栗站─竹南科或金牌客運101A路高鐵苗栗站—竹南科或金牌客運101C高鐵苗栗站—竹南科
- Youbike
  - 租賃點：苗北藝文中心站

### 自行開車
- 國道一號: 
  - 頭份交流道下，沿建國路直行，右轉中央路，左轉永貞路，左轉公園路
- 國道三號:
  - 北上: 竹南交流道下，右轉竹南聯絡道(台1己線)，左轉永貞路，右轉公園路
  - 南下: 香山交流道下，引道直行第二個路口左轉尖豐公路(台13線)，接永貞路直行，左轉公園路

## 外部連結
- 苗北藝文中心 （页面存档备份，存于）
- 苗北藝文中心FB粉絲專頁 （页面存档备份，存于）
- 苗北藝文中心YouTube頻道 （页面存档备份，存于）

1. ↑  . 行政院人事行政總處官網.   [2022-09-09]. （原始内容存档于2022-09-09）.